# Ставищенский район
Стави́щенский райо́н (укр. Ставищенський район) — упразднённая административная единица на юге Киевской области Украины. Административный центр — пгт Ставище.

## География
Район расположен в юго-западной части Киевской области в пределах Приднепровской возвышенности правобережной Лесостепи Украины. Площадь — 674 км². Граничит на севере с Белоцерковским районом Киевской области, на юге — с Жашковским и Лысянским районами Черкасской области, на западе — с Володарским и Тетиевским, на востоке — с Таращанским районами Киевской области.
С юга на север территорию района пересекают малые реки Торч и Тарган, с запада на восток — Гнилой Тикич.
Климат района умеренно континентальный, мягкий, влажный, с тёплым продолжительным летом и умеренной, неустойчивой, зимой с невысоким снежным покровом и частыми оттепелями. Местность преимущественно равнинная, грунты в основном чернозёмные и каштановые.
Из полезных ископаемых на территории района есть запасы песка, торфа, глины, пригодной для производства кирпича.

## История
Образован 7 марта 1923 года. 17 июля 2020 года в результате административно-территориальной реформы район вошёл в состав Белоцерковского района.

## Демография
Население района составляет 23 841 человек (данные на 1 января 2011 г.), в том числе в городских условиях проживают около 6974 человек. Всего насчитывается 30 населённых пунктов.

## Административное устройство
Количество советов:
- поселковых — 1
- сельских — 22

Количество населённых пунктов:
- посёлков городского типа — 1
- сёл — 29

## Населённые пункты
Список населённых пунктов района находится внизу страницы

## Экономика
Посёлок городского типа Ставище имеет в наличии хлеб завод, ситро завод, кирпичный завод, асфальтный завод, ремточ завод, маслозавод, из которых рабочим остался только маслозавод в частных руках. Асфальтный завод запускается, только когда есть средства для изготовления продукции для самого пгт. Ставище, поскольку на остальной район средств нет.

## Транспорт
Большинство автобусов отправляются в населённые пункты района с АС «Ставище», расположенной по адресу: пгт Ставище, ул. Советская, 5.